# Citiboard
Citiboard.se är en köp- och säljmarknad på Internet med omkring 1 000 000 besök i månaden och över 250 000 medlemmar. 
Företaget grundades 2012 av entreprenörerna Daniel Tidebrink och Benny Sörensson med ambitionen att kunna erbjuda ett alternativ till köp- och säljsajter som Blocket och Tradera. 
Citiboard.se finns i hela Sverige på en och samma sajt (som på Blocket) men till skillnad från andra säljsajter som Blocket och Tradera är det gratis att lägga in annonser.
Sajten lanserades stort under 2014 och 2015 med flera reklamfilmer tillsammans med skådespelaren Paul Tilly, känd från Icas reklamfilmer. 
Företaget lockade under 2013 även investeraren Thomas Hjelm, en av grundarna till IT-bolaget Lendo, att investera i Citiboard.se